# Frans Doormann

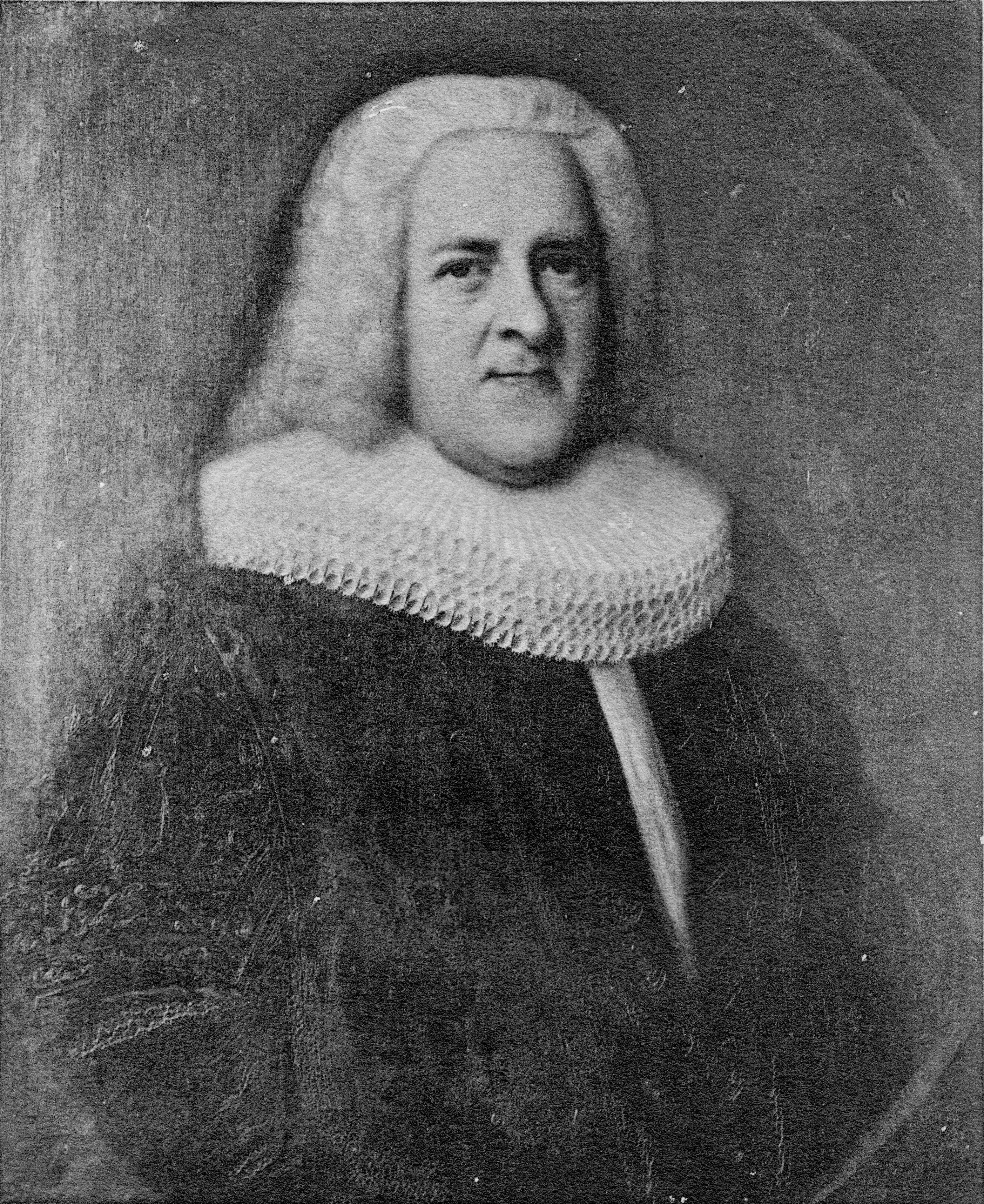
Schwarz-Weiß-Abbildung des Porträts Frans Doormann von Balthasar Denner

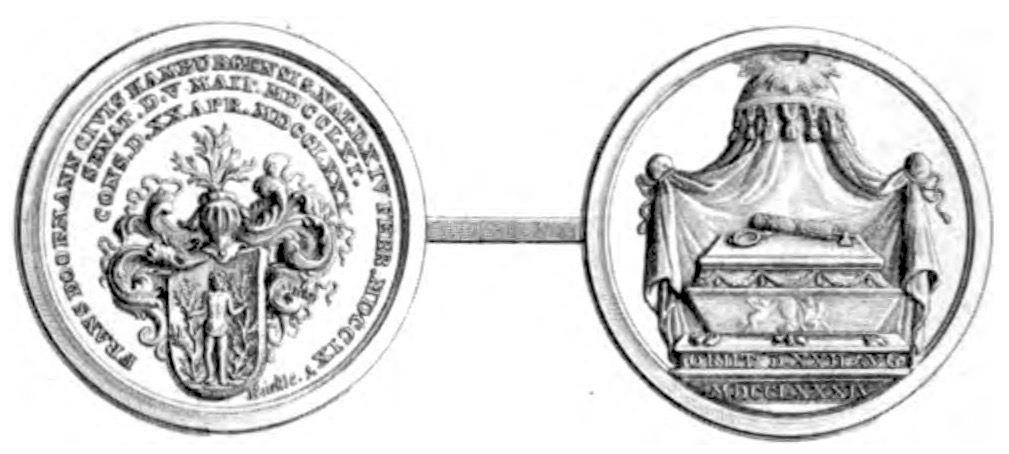
Bürgermeisterpfennig zum Gedenken an Frans Doormann.

Frans Doormann (* 14. Februar 1709 in Hamburg; † 22. August 1784 ebenda) war ein Hamburger Kaufmann, Senator und Bürgermeister.

## Leben
Frans, auch Franz, Doormann war Sohn des Oberalten David Doormann und der Elisabeth Bostelmann. Seit dem 5. Mai 1761 war er Senator und vom 28. April 1780 bis zu seinem Tod 1784 Bürgermeister der Freien und Hansestadt Hamburg.
Nach seinem Tod wurde ein Bürgermeisterpfennig ihm zu Ehren geprägt. Nach ihm wurde der Doormannsweg in Hamburg-Eimsbüttel benannt.
Sein Sohn, Hermann Doormann, war ebenfalls politisch in Hamburg tätig. Sein Sohn Frans wurde 1810 ebenfalls Oberalter.